# 井上节子
井上节子（1946年9月16日—）是一名日本前排球运动员，曾是日立武藏排球队成员。她在1968年夏季奥林匹克运动会中，参加了女子排球比赛并获得银牌。